# Kia Potentia
Kia Potentia var en baghjulstrukket, øvre mellemklassebil bygget af Kia og solgt i Sydkorea. Bilen var baseret på Mazda 929 og blev bygget mellem 1992 og 2002.

## Tekniske specifikationer
| Model | Cylindre | Ventiler | Slagvolume cm³ | Max. effekt kW (hk) / omdr. | Max. drejningsmoment Nm / omdr. | Topfart km/t |
| ----- | -------- | -------- | -------------- | --------------------------- | ------------------------------- | ------------ |
| 2.0   | 4        | 16       | 1998           | 103 (140) / 6000            | 181 / 4000                      | 190          |
| 2.2   | 4        | 12       | 2184           | 88 (120) / 5500             | 186                             | 184          |
| 2.5   | 6        | 24       | 2497           | 129 (175) / 6000            |                                 | 198          |
| 3.0   | 6        | 24       | 2954           | 147 (200) / 6000            | 260 / 4500                      | 185          |